# Bethkustan
Bethkustan (reichsaramäisch ܒܝܬ ܩܘܣܛܢ Beth Qūsṭan, deutsch ‚Haus Konstantins‘, kurdisch Baqisyan) ist eine Ortschaft im Südosten der Türkei im Bezirk Midyat in der Provinz Mardin.
Der Ort wurde im 20. Jahrhundert in Alagöz umbenannt. 2015 war es das erste aramäische Dorf, das seinen ursprünglichen Namen zurückerhielt.

## Lage
Bethkustan liegt etwa 36 km nordöstlich von Midyat nahe der Grenze zu Syrien. Es wird, als eines der wenigen Dörfer in der Region, immer noch überwiegend von syrisch-orthodoxen Aramäern bewohnt. Die Einwohnerzahl beträgt knappe 150. Weitere benachbarte Ortschaften verteilen sich wie folgt:
| Hasankeyf 52 km |                                             | Dargeçit 32 km |
|                 | Kompassrose, die auf Nachbargemeinden zeigt | Cizre 68 km    |
| Midyat 36 km    | Kloster Mor Gabriel 56 km                   |                |

## Landschaft
Weinberge, Eichen und andere Fruchtbäume prägen das Bild der Landschaft. Nordöstlich der Ortschaft, an der gegenüberliegenden Bergseite, befinden sich die Ruinen des Harbe d-Mor Gabriel. Die Ruine des Klosters des Heiligen Gabriel, des berühmtesten Sohnes dieses Dorfes, ist ein Hof, dessen Mauern aus schweren Steinblöcken bestehen.
Unweit des Dorfes liegt der Shu'o d-Helane, ein Felsen, der nach Helena, der Mutter Konstantins, benannt wurde. Südlich des Dorfes befinden sich Höhlenkomplexe, die durch den Abbau des Kalkgesteins vergrößert wurden. Beim Abbau des Kalkgesteins am südlichen Dorfrand wurden sehr alte Gräber freigelegt, die zum Teil in das Gestein gehauen sind.
In einer Entfernung von etwa vier Kilometern östlich des Dorfes befindet sich im Berg i M'artho da 'ajobe die Höhle der Wunder, eine besonders komplexe und von vielen Sagen umwobene Höhle, deren Eingang jedoch versperrt ist.
Die Landschaft Zini befindet sich weiter nordöstlich, hier stößt man auf Ruinen einer alten Zivilisation sowie auf ins harte Felsgestein gehauene Höhlen, Brunnen und andere Bauten.
Die Harbe da Hadode (Ruinen der Schmiede) nordwestlich davon sind die Überreste eines alten Dorfes. Große Gesteinssäulen stehen hier inmitten der Häuser aus rechteckigen, tonnenschweren Steinen. Die meisten Wände stehen noch fast vollständig aufrecht, die Decken hingegen sind alle eingestürzt. Über die Bevölkerung ist nichts bekannt.
Der Dayrinto ist eine kahle Bergseite nordöstlich des Dorfes. Hier befinden sich ebenfalls Überreste von alten Bauten, zu denen die Mor Shem'un Kirche gehört.

## Geschichte
Beth Kustan war, wie viele andere Ortschaften in Tur Abdin, vermutlich bereits in vorchristlicher Zeit besiedelt. Es wird erzählt, dass Beth Kustan in vorchristlicher Zeit eine Herberge oder Raststelle für Reisende war und die Armee Konstantins mehrmals das Dorf durchquerte.
Beth Kustan wurde wahrscheinlich wie viele andere Dörfer im Tur Abdin im 4. Jahrhundert christianisiert. Die Kirche Mor Eliyo ist auf das Jahr 343 datiert.
Um 640 wurde Bethkustan durch die Araber erobert, in der zweiten Hälfte des 11. Jahrhunderts von den Seldschuken, um 1400 von Timur Lenk und danach von den Osmanen.
1914/1915 wurde der Völkermord an den Aramäern („Jahr des Schwertes“) verübt, 1915/1916 der Völkermord an den Armeniern.
Nach 1960 begann die Emigration, zunächst nach Midyat und Istanbul und später ins westliche Europa und nach Skandinavien. Die Auswanderung hat das Dorf fast entvölkert. Gegenwärtig leben in Beth Kustan etwa 12 Familien.

## Kirchen
In der Gegend um Bethkustan finden sich neben dem bekannten Kloster Mor Gabriel die Ruinen vieler Kirchen. Die Mor Barsawmo-Kirche liegt auf einem Berggipfel und auch in der Sarhavdana-Landschaft befinden sich die Überreste zweier Kirchen, Mor Osyo und einer Mutter-Gottes-Kirche. Die Kirchen wurden vermutlich vom Tatarenkhan Timur um das Jahr 1400 zerstört. Südöstlich von Sarhavdana befinden sich in der Schlucht auf einem Hügel die Ruinen der Mor Esha'yo Kirche.